# Síkság

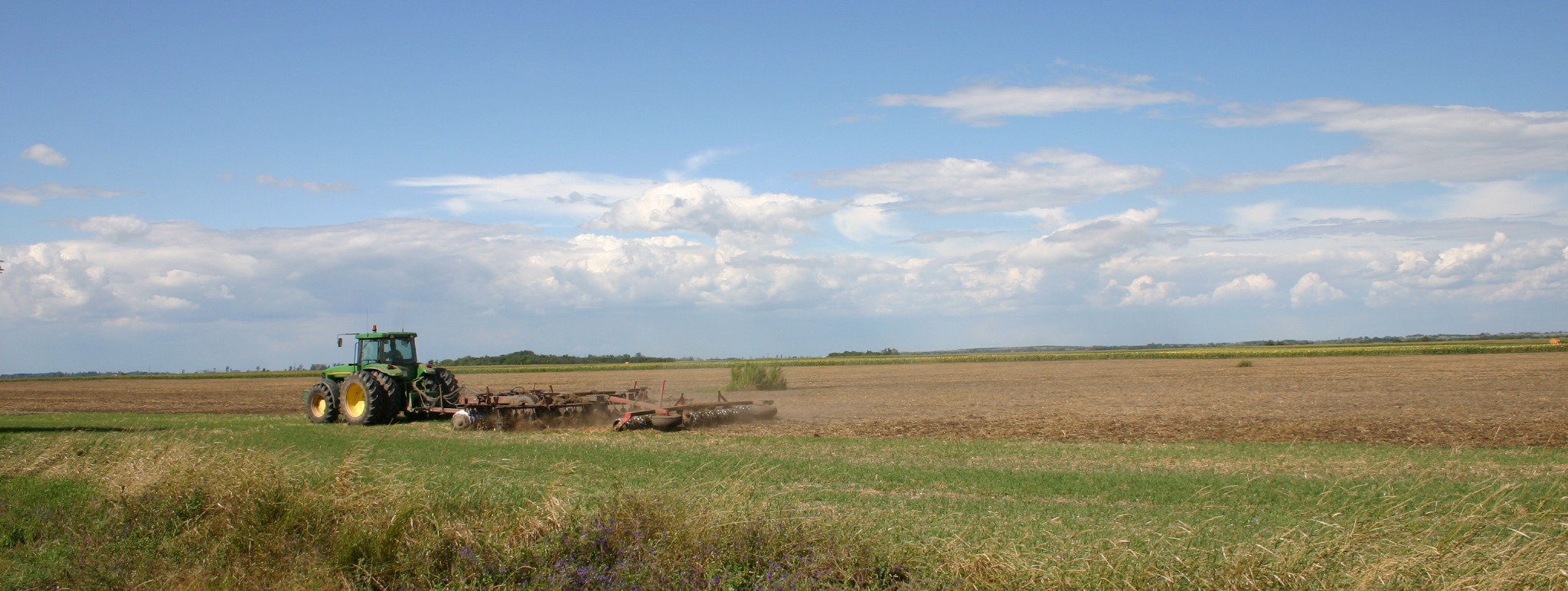
Az Alföld nagy része tökéletes síkság

Síkságnak nevezzük a földfelszín azon részeit, ahol nagy területen nincsen 30 méternél nagyobb szintkülönbség, valamint majdnem vízszintes a terület (legfeljebb 6%-os lejtésig). Ha a síkság tengerszint alatt fekszik, akkor mélyföldről beszélünk, ha 0-200 méter magasságon, akkor alföldről. 200 méter és 500 méter tengerszinti magasság között hátságnak, 500 méter felett fennsíknak nevezzük a sík területeket.
Reliefenergia tekintetében megkülönböztetnek tökéletlen, illetve tökéletes síkságot. Előbbi többnyire lepusztulással kialakult tönkfelszín, síksági terület, ahol a reliefenergia meghaladja a 30 m/km²-t. Ezen érték alatti reliefenergia esetén jellemzően feltöltődéssel kialakult tökéletes síkságról beszélünk, ilyen a magyarországi Alföld nagy része.